# Monaster Prohor Pčinjski
Monaster Prohor Pčinjski (serb. Манастир Прохор Пчињски) – klasztor prawosławny w Serbii, w Klenike, w okręgu pczyńskim, w gminie Bujanovac, tuż obok granicy z Macedonią.

## Opis
Położony jest nad rzeką Pczińą, ok. 35 km od Vranja. Jest poświęcony świętemu Prohorowi, który żył w tych okolicach na początku XI wieku. Monaster obecny wygląd uzyskał po przebudowie w 1878 roku. W 1944 roku przebywający na jego terenie macedońscy komuniści proklamowali istnienie Republiki Macedonii w ramach federacyjnej Jugosławii.